# فینال ای‌اف‌سی کاپ ۲۰۰۹
فینال ای‌اف‌سی کاپ ۲۰۰۹ مسابقه فینال ششمین دوره ای‌اف‌سی کاپ بود که در سال ۲۰۰۹ برگزار شد و الکویت به مقام قهرمانی دست یافت.

## مسابقه
| الکرامه | ۱–۲ | الکویت |
| ------- | --- | ------ |
|         |     |        |